# Santiago Luna
Santiago Luna (* 29. November 1962 in Madrid) ist ein spanischer Profigolfer der European Tour. Mit über 500 Turnierteilnahmen in mehr als 20 Jahren gehört er zu den Veteranen dieser Turnierserie. Seit 2013 ist er auch auf der European Seniors Tour spielberechtigt.

## Werdegang
Sein Vater arbeitete beim Puerta de Hierro Golf Club in Madrid, wo der kleine Santiago standesgemäß geboren wurde. Im Jahre 1982 schlug er die Laufbahn als Berufsgolfer ein, holte sich aber erst 1995 seinen ersten und bisher auch einzigen Turniersieg auf der European Tour. Davor und danach war Luna jedoch außerhalb der großen Tour durchaus erfolgreich, vor allem die marokkanische King Hassan II Trophy entwickelte sich zu seinem Lieblingsevent. Er gewann diese Trophäe insgesamt dreimal. Viermal war er bei den spanischen Profi-Meisterschaften siegreich.
Luna vertrat sein Land zweimal im Dunhill Cup, wo er einmal im direkten Duell Tiger Woods bezwang, und dreimal im World Cup. 
Santiago Luna ist seit 1991 mit seiner Frau Mamen verheiratet. Die beiden haben zwei Söhne und leben in Madrid.

## Turniersiege
- 1988 Les Bulles Laurent-Perrier (Frankreich), Campeonato de España
- 1990 Campeonato de España
- 1992 Campeonato de España
- 1995 Madeira Island Open (European Tour)
- 1998 King Hassan II Trophy (Marokko)
- 1999 Oki Telepizza - APG (Spanien)
- 2000 Campeonato de España
- 2002 King Hassan II Trophy (Marokko)
- 2003 King Hassan II Trophy (Marokko)
- 2013 SSE Scottish Senior Open (European Seniors Tour)

## Teilnahmen an Teambewerben
- Alfred Dunhill Cup: 1991, 1998
- World Cup: 1995, 1998, 1999